# Euxoa tritici
Euxoa tritici (Syn.: Euxoa crypta Dadd), auch Dadds Erdeule genannt ist ein Schmetterling (Nachtfalter) aus der Familie der Eulenfalter. Sie ist eine von drei Arten des engeren E. tritici-Komplexes, deren taxonomischer Status als bonae species angezweifelt wurde und z. T. immer noch wird. Sie wurde früher z. T. auch unter dem deutschen Trivialnamen Weizeneule geführt.

## Merkmale
Die Falter haben eine Flügelspannweite von 28 bis 32 Millimetern. Färbung und Zeichnung sind variabel. Die Grundfarbe der Vorderflügel variiert von rötlich bis violett-rötlich oder sogar leicht bläulich; sie ist dunkler als die Färbung des Thorax. Ring- und Nierenmakeln sind häufig deutlich hell gezeichnet und dunkel gerandet. Innere und äußere Querlinie sowie die Wellenlinie sind erkennbar. Am Kostalrand des Vorderflügels befinden sich gelegentlich einige helle Flecke. Die Flügel sind relativ kurz, breit und am Apex gut gerundet. Die Männchen haben relativ kurze kammartige Fühler, die Weibchen fadenförmige Fühler.
Ei, Raupe und Puppe sind bisher noch nicht beschrieben.

### Ähnliche Arten
Die drei Arten des E. tritici-Komplexes, d. h. E. nigrofusca, E. tritici, E. eruta sind sich sehr ähnlich und können meist nur durch genitalmorphologische Untersuchungen unterschieden werden. Der taxonomische Status als selbständige Arten wird aber angezweifelt. Dazu kommt noch Euxoa aequilina, deren Falter ebenfalls sehr variabel gefärbt und gezeichnet sind, und oft den Arten des E. tritici-Komplexes sehr ähnlich sind.
- E. aquilina, die sägezahnartigen Fühler der Männchen haben längere Zähnchen als die Fühler der männlichen Falter von E. nigrofusca.
- E. eruta, etwas hellere Grundfärbung als E. tritici und etwas größer, etwas weniger kontrastreich[4][5]
- E. nigrofusca, im Durchschnitt größere Flügelspannweite: 32 bis 34 mm, Vorderflügel länger und etwas schmaler, die Oberseite der Hinterflügel und die Unterseiten von Vorder- und Hinterflügel sind etwas heller. Die Zapfenmakel sind bei E. tritici meist etwas kräftiger ausgebildet. Die Flugzeit der Falter ist etwa zwei bis drei Wochen früher als bei E. tritici.

Die drei weiteren Arten des E. tritici-Komplexes (E. montivaga, E. segnilis und E. diaphora) kommen nicht in Mitteleuropa vor.

## Geographische Verbreitung und Lebensraum
Euxoa tritici kommt in Europa vor, wahrscheinlich in einem Atlantisch-Mediterranen Verbreitungsmuster. Das genaue Areal ist bisher aufgrund der oft fehlenden Differenzierung zu Euxoa nigrofusca unbekannt. Sicher ist das Vorkommen in Norddeutschland, Niederlande, Polen, Lettland, Tschechien, Slowakei, Ungarn, Ex-Jugoslawien, Rumänien, Belgien und Südskandinavien sowie (bisher) isolierte Vorkommen in Zentralspanien, Portugal und in Südostfrankreich. Die Art kommt auf sandigem Heideland vor.

## Lebensweise
Euxoa tritici bildet eine Generation pro Jahr, deren Falter im August, mit einem Höhepunkt in der Augustmitte fliegen.

## Systematik und Nomenklatur
Die Art wurde bis 1993 bzw. 1998 in der Literatur als Euxoa crypta Dadd, 1927 geführt. Bei der Untersuchung des Typusexemplars (Lectotypus) der von Carl von Linné als Phalaena Noctua tritici aufgestellten Art stellte sich heraus, dass dieses Exemplar identisch ist mit Euxoa crypta Dadd, 1927, d. h., dass der Name tritici Linnaeus, 1761 nun der gültige Name dieser Art ist.
Der älteste verfügbare Name für die bisher in der Literatur fälschlich als Euxoa tritici bezeichneten Exemplare ist dagegen Phalaena Noctua nigrofusca Esper, 1788, der in der Kombination Euxoa nigrofusca der gültige Name Euxoa tritici auct. ist.
Eine dritte, sehr ähnliche Art, die oft nur als forma oder Unterart von Euxoa tritici auct. gehalten wurde, ist Euxoa eruta (Hübner, 1827). Fibiger (1998) hält sie für eine bona species, die sich hauptsächlich durch Unterschiede im weiblichen Genitalapparat unterscheiden. Marko Mutanen fand dagegen bei quantitativen morphometrischen Untersuchungen der männlichen und weiblichen Genitalapparate keine signifikanten Unterschiede und schloss, dass wahrscheinlich einige, wenn nicht sogar alle Arten des E. tritici-Komplexes (i. e. E. nigrofusca, E. tritici, E. eruta, E. montivaga, E. segnilis und E. diaphora) synonymisiert werden müssen.

## Gefährdung
Aufgrund der schwierigen Situation der Taxonomie ist das Gefährdungspotential dieser Art nur schwer abzuschätzen. Es kann im Grunde nur für den E. tritici-Komplex insgesamt angegeben werden. Die ständig schwankenden Populationsgrößen dieser Art(en) sind in den letzten Jahren merklich gesunken. Trotzdem werden/wird sie nicht als gefährdet eingestuft. Dagegen stufen die Roten Listen von Bayern die Art als vom Aussterben bedroht ein.